# EML1
EML1‏ (Echinoderm microtubule associated protein like 1) هوَ بروتين يُشَفر بواسطة جين EML1 في الإنسان.